# فرودگاه کرایک
فرودگاه کرایک (به انگلیسی: Craik Airport) یک فرودگاه همگانی است که یک باند فرود چمن دارد و طول باند آن ۶۴۰ متر است. این فرودگاه در کشور کانادا قرار دارد و در ارتفاع ۵۹۴ متری از سطح دریا واقع شده‌است.